# Matías Cóccaro
Matias Cóccaro  (Pirarajá, Uruguay; 15 de noviembre de 1997) es un futbolista uruguayo. Juega como delantero en Atlas Fútbol Club, de la Primera División de México.

## Trayectoria
En 2017, Cóccaro se unió a la academia juvenil del Cagliari de la Serie A italiana. Como jugador juvenil, se unió a la academia de inferiores del Atlético Tucumán en Argentina después de casi fichar por el equipo belga Royal Excel Mouscron y probar suerte en Italia.
Antes de la temporada 2019 fichó por el club Villa Teresa de la Segunda División de Uruguay procedente del Rampla Juniors de la máxima categoría uruguaya.

## Estadísticas

### Clubes
Actualizado hasta su último partido disputado el 2 de agosto de 2025.
| Club                             | Div.          | Temporada     | Liga  | Liga  | Liga   | Copas nacionales | Copas nacionales | Copas nacionales | Torneos internacionales | Torneos internacionales | Torneos internacionales | Total | Total | Total  |
| Club                             | Div.          | Temporada     | Part. | Goles | Asist. | Part.            | Goles            | Asist.           | Part.                   | Goles                   | Asist.                  | Part. | Goles | Asist. |
| -------------------------------- | ------------- | ------------- | ----- | ----- | ------ | ---------------- | ---------------- | ---------------- | ----------------------- | ----------------------- | ----------------------- | ----- | ----- | ------ |
| Rampla Juniors F. C. · Uruguay   | 1.ª           | 2018          | 19    | 4     | 3      | —                | —                | —                | 2                       | 0                       | 1                       | 21    | 4     | 4      |
| Rampla Juniors F. C. · Uruguay   | Total club    | Total club    | 19    | 4     | 3      | 0                | 0                | 0                | 2                       | 0                       | 1                       | 21    | 4     | 4      |
| C. A. Villa Teresa · Uruguay     | 2.ª           | 2019          | 8     | 5     | 3      | —                | —                | —                | —                       | —                       | —                       | 8     | 5     | 3      |
| C. A. Villa Teresa · Uruguay     | Total club    | Total club    | 8     | 5     | 3      | 0                | 0                | 0                | 0                       | 0                       | 0                       | 8     | 5     | 3      |
| Montevideo City Torque · Uruguay | 2.ª           | 2019          | 9     | 1     | 0      | —                | —                | —                | —                       | —                       | —                       | 9     | 1     | 0      |
| Montevideo City Torque · Uruguay | 1.ª           | 2020          | 36    | 12    | 8      | —                | —                | —                | —                       | —                       | —                       | 36    | 12    | 8      |
| Montevideo City Torque · Uruguay | 1.ª           | 2021          | 6     | 0     | 1      | —                | —                | —                | 4                       | 0                       | 1                       | 10    | 0     | 2      |
| Montevideo City Torque · Uruguay | Total club    | Total club    | 51    | 13    | 9      | 0                | 0                | 0                | 4                       | 0                       | 1                       | 55    | 13    | 10     |
| C. A. Huracán Argentina          | 1.ª           | 2021          | 17    | 7     | 1      | —                | —                | —                | —                       | —                       | —                       | 17    | 7     | 1      |
| C. A. Huracán Argentina          | 1.ª           | 2022          | 26    | 5     | 2      | 15               | 7                | 0                | —                       | —                       | —                       | 41    | 12    | 2      |
| C. A. Huracán Argentina          | 1.ª           | 2023          | 24    | 4     | 1      | 18               | 7                | 3                | 10                      | 1                       | 0                       | 52    | 12    | 4      |
| C. A. Huracán Argentina          | Total club    | Total club    | 67    | 16    | 4      | 33               | 14               | 3                | 10                      | 1                       | 0                       | 110   | 31    | 7      |
| C. F. Montréal · Canadá          | 1.ª           | 2024          | 22    | 4     | 1      | —                | —                | —                | 3                       | 1                       | 0                       | 25    | 5     | 1      |
| C. F. Montréal · Canadá          | Total club    | Total club    | 22    | 4     | 1      | 0                | 0                | 0                | 3                       | 1                       | 0                       | 25    | 5     | 1      |
| Atlas F. C. · México             | 1.ª           | C-2025        | 12    | 1     | 1      | —                | —                | —                | —                       | —                       | —                       | 12    | 1     | 1      |
| Atlas F. C. · México             | 1.ª           | 2025-26       | 2     | 0     | 0      | —                | —                | —                | 2                       | 1                       | 0                       | 4     | 1     | 0      |
| Atlas F. C. · México             | Total club    | Total club    | 14    | 1     | 1      | 0                | 0                | 0                | 2                       | 1                       | 0                       | 16    | 2     | 1      |
| Total carrera                    | Total carrera | Total carrera | 181   | 43    | 21     | 33               | 14               | 3                | 21                      | 3                       | 2                       | 235   | 60    | 26     |
| 1. 2. 3.                         |               |               |       |       |        |                  |                  |                  |                         |                         |                         |       |       |        |

## Palmarés

### Campeonatos nacionales
| Título                      | Club                   | País    | Año  |
| --------------------------- | ---------------------- | ------- | ---- |
| Segunda División de Uruguay | Montevideo City Torque | Uruguay | 2019 |